# Crenadactylus
Crenadactylus – rodzaj jaszczurek z rodziny Diplodactylidae.

## Zasięg występowania
Rodzaj obejmuje gatunki występujące w Australii.

## Systematyka
Rodzaj zdefiniowali w 1964 roku amerykańscy herpetolodzy James Ray Dixon i Arnold Girard Kluge w artykule poświęconym nowemu rodzajowi gekonokształtnej jaszczurki z Australii opublikowanym w czasopiśmie Copeia. Gatunkiem typowym jest (oryginalne oznaczenie) Crenadactylus ocellatus.

### Etymologia
Crenadactylus: łac. crena ‘karb, nacięcie’; gr. δακτυλος daktulos ‘palec’.

### Podział systematyczny
Do rodzaju należą następujące gatunki:
- Crenadactylus horni (Lucas & Frost, 1895)
- Crenadactylus naso Storr, 1978
- Crenadactylus occidentalis Doughty, Ellis & Oliver, 2016
- Crenadactylus ocellatus (Gray, 1845)
- Crenadactylus pilbarensis Doughty, Ellis & Oliver, 2016
- Crenadactylus rostralis Storr, 1978
- Crenadactylus tuberculatus Doughty, Ellis & Oliver, 2016